# Ein Duke kommt selten allein
Ein Duke kommt selten allein (Originaltitel: The Dukes of Hazzard) ist eine Fernsehserie aus den USA, die im fiktiven „Hazzard County“ in Georgia spielt. Die Serie wurde von 1979 bis 1985 produziert und erfolgreich ausgestrahlt. Sie zog bis heute neben zahlreichen Merchandise-Artikeln eine Spin-off-Serie, eine Zeichentrickserie, zwei Fernsehfilme, vier Videospiele und einen Kinofilm nach sich.

## Handlung
Die Cousins Bo und Luke Duke befinden sich in ständigen Auseinandersetzungen mit Boss Hogg, dem Landrat und Patriarchen von „Hazzard County“, einem fiktiven Landkreis in unmittelbarer Nähe der Millionenmetropole Atlanta. Gegen die charmant-spitzbübischen Outlaws ziehen Hogg und seine Untergebenen, der trottelig verschrobene Sheriff Rosco P. Coltrane und die ebenfalls minderbemittelten Deputys Enos Strate und Cletus Hogg, allerdings stets den Kürzeren.
Den Dukes werden ständig der Schmuggel von illegal gebranntem Alkohol und diverse andere Vergehen vorgeworfen. Dadurch entstehen in jeder Folge Verfolgungsjagden durch die sandigen und huckeligen Ortsverbindungsstraßen des Landkreises, die sehr oft durch einen Sprung des Autos von Bo und Luke, des „General Lee“, gekrönt werden. Dieser Running Gag wird vom Erzähler (im englischen Original Waylon Jennings, der auch das Titellied Good Ol’ Boys komponierte und spielte) auch oft als solcher dargestellt („...dem General Lee wachsen noch Flügel...“).
Hilfe bekommen die „Duke Boys“ von ihrer Cousine Daisy, ihrem Onkel Jesse sowie dem Werkstattbesitzer Cooter Davenport. Da Bo und Luke der Gebrauch von Schusswaffen untersagt ist, benutzen sie gelegentlich Pfeil und Bogen, was neben ihrem Auftritt als Gesetzlose nicht nur im Titelsong den Vergleich zu Robin Hood zulässt.
Ein weiterer großer Schauplatz neben der Familienfarm, der Stadt und den Landstraßen ist „Boar’s Nest“, die Stammkneipe der Dukes und vieler Einwohner. Es ist nicht nur Daisys Arbeitsplatz, sondern auch Handlungsort diverser Lokalschlägereien, welche meist von Bo und Luke angezettelt werden.
Die Familie steht aufgrund der Entfernungen untereinander sowie der Attacken von Hogg und seiner Gesetzesschergen ständig im Funkkontakt über CB-Funk. Jesse Duke dient unter dem Rufnamen „Schäfer“ dabei als Koordinator zwischen den „verlorenen Schafen“ (Bo und Luke) sowie der „Bo-Peep“ (Daisy) in ihrem offenen Jeep (in der ersten sowie am Anfang der zweiten Staffel fuhr Daisy einen gelben Plymouth Road Runner).

## Weitere Personen
Neben diesen Hauptcharakteren gab es auch noch andere Personen in der Serie, welche mehr oder weniger stark in die Handlungen einbezogen waren.
Die wohl gewichtigste Rolle im wahrsten Sinne des Wortes hatte Peggy Rea, welche die Rolle der Lulu Hogg spielte. Sie war die Ehefrau von Boss Hogg und gleichzeitig die Schwester von Sheriff Rosco, was auch erklärte, warum Boss und Rosco fast immer zusammenhielten wie Pech und Schwefel. Im Gegensatz zu ihren Männern ist sie grundehrlich und in der Stadt in vielen Vereinen und Organisationen tätig. Außerdem sieht sie die Dukes als gute Freunde an.
Boss hat auch noch zwei Neffen, die Brüder Hughie (Jeff Altman) und Dewey Hogg. Hughie versucht jedes Mal, wenn er in der Stadt ist, die gesamte Stadt und J. D.s Reichtümer an sich zu bringen, was ihm auch manchmal gelingt. Jedes Mal wenn er in der Stadt ist, sind die Dukes ein bevorzugtes Ziel seiner Boshaftigkeiten, so dass sie nicht nur ihn in die Schranken weisen, sondern auch noch Boss helfen müssen, seine Haut zu retten und Hughie aus der Stadt zu werfen. Dewey ist nur ein einziges Mal in Erscheinung getreten, hat sich aber als nicht weniger gemein und hinterhältig erwiesen als sein jüngerer Bruder.
Neben Rosco gab es auch noch eine Anzahl weiterer Sheriffs. In der Zeit, in welcher James Best nicht verfügbar war, wurde in jeder Folge ein anderer Ersatzmann für Rosco eingestellt, wobei alle nicht weniger trottelig waren als Rosco selbst. Dann gab es noch die Sheriffs der umliegenden Bezirke, wie Emmet „Spike“ Loomis, der schon seine ganze Dienstzeit hinter Onkel Jesse her war. Später wurde dann im Nachbarcounty „Chickasaw County“ der Sheriff Big Ed Little (Don Pedro Colley) eingeführt, welcher mehrere Jahre lang immer mal wieder in Erscheinung trat und zwischendurch sogar einmal in Hazzard Dienst schob. Und im Gegensatz zu Rosco hatte er sogar Erfolg damit, die Dukes festzunehmen, da er fahren konnte.
Ein anderer wiederkehrender Charakter war die Postmistress Emma Tisdale, welche die Post von Hazzard leitete. Gespielt wurde sie von Nedra Volz. In der dritten Staffel wurde der Basset-Hund „Flash“ eingeführt, fortan Roscos ständiger Begleiter im Streifenwagen. Neben Schlafen und Fressen waren seine Lieblingsbeschäftigungen das Anbellen von Boss Hogg und das Vernichten fingierter Beweismittel gegen die Dukes.

## Synchronisation
Die deutsche Synchronisation entstand im Auftrag der Arena Film GmbH & Co. Synchron KG damals noch in Berlin-Lankwitz, für die Dialogregie waren Edgar Ott und Klaus von Wahl zuständig, für das deutsche Dialogbuch war Michael Nowka verantwortlich.
| Rolle                         | Darsteller      | Sprecher                                                    |
| ----------------------------- | --------------- | ----------------------------------------------------------- |
| Erzähler                      | Waylon Jennings | Jochen Schröder                                             |
| Luke Duke                     | Tom Wopat       | Sven Hasper                                                 |
| Bo Duke                       | John Schneider  | Charles Rettinghaus                                         |
| (Onkel) Jesse Duke            | Denver Pyle     | Arnold Marquis (1. Stimme) Helmut Müller-Lankow (2. Stimme) |
| Daisy Duke                    | Catherine Bach  | Sabine Sebastian                                            |
| Lulu Hogg                     | Peggy Rea       | Evelyn Meyka                                                |
| Jefferson Davis „Boss“ Hogg   | Sorrell Booke   | Gerd Duwner                                                 |
| Sheriff Rosco Pervis Coltrane | James Best      | Norbert Gescher                                             |
| Deputy Enos Strate            | Sonny Shroyer   | Christian Toberentz                                         |
| Deputy Cletus Hogg            | Rick Hurst      | Frank-Otto Schenk                                           |
| Cooter Davenport              | Ben Jones       | Hans-Jürgen Dittberner                                      |

### Gaststars
Zudem gab es wiederholt Auftritte prominenter Personen. Im Laufe der Serie wurden immer vor allem Country-Stars mehr oder weniger freiwillig in Hazzard County dazu eingeladen, im „Boar’s Nest“ einen Auftritt abzuhalten. Meist in Form von Roscos fingierten Geschwindigkeitsfallen, oder indem Gesetze aus der Anfangszeit der pferdelosen Kutschen ausgenutzt wurden. Folgende Stars hatten einen Auftritt in Hazzard:
- Oak Ridge Boys (2×)
- Cale Yarborough (2×)
- Loretta Lynn
- Tammy Wynette
- Hoyt Axton
- Dottie West
- Freddy Fender
- Roy Orbison
- Donna Fargo
- Johnny Paycheck
- Buck Owens
- Mickey Gilley
- Mel Tillis
- Waylon Jennings
- Toby Keith (im zweiten TV-Film Hillbillies in Hollywood)
- Mac Davis (im zweiten TV-Film Hillbillies in Hollywood als Balladeer)

Manche dieser Stars hatten nur musikalische Kurzauftritte, während andere wie Loretta Lynn, Cale Yarborough und Waylon Jennings in die jeweilige Handlung eingebunden wurden, bzw. sogar der Grund für die Handlung waren.

## Hintergrund
1975 erschien der Film Moonrunners von Gy Waldron. Er gilt als Vorläufer der „Dukes“, da er bereits praktisch alle Elemente der späteren Serie enthielt, einschließlich eines Onkels Jesse, Verfolgungsjagden, den „Boys“ mit Pfeil und Bogen und Waylon Jennings als Erzähler. Waldron entwickelte den Plot weiter, und Warner Bros. Television produzierte den Pilotfilm One armed bandits (dt.: Einarmige Banditen), der 1979 auf CBS ausgestrahlt wurde. Entgegen den schlechten Kritiken wurde die Serie ein Erfolg und gehörte zu den Top Ten der Fernsehserien in den USA.
In der fünften Staffel wurden Tom Wopat und John Schneider, die Darsteller von Bo und Luke, wegen finanzieller Streitigkeiten durch Byron Cherry („Coy Duke“) und Christopher Mayer („Vance Duke“) ersetzt; die Produzenten der Serie nahmen an, dass allein der „General Lee“ den Erfolg ausmachen würde und die Besetzung somit austauschbar sei. Ein Einbruch der Einschaltquoten ließ die Verantwortlichen jedoch einlenken, so dass Wopat und Schneider – nun mit besserer Gage bzw. Beteiligung – noch in derselben Staffel zur Serie zurückkehrten.
Insgesamt wurden 145 Folgen in sieben Staffeln produziert. Die letzte Folge („Opening Night at the Boar’s Nest“, „Hokuspokus Verschwindibus“) wurde am 16. August 1985 erstmals gesendet.
Waylon Jennings sang für die Originalfassung The Dukes of Hazzard das Lied Theme From The Dukes Of Hazzard (Good Ol’ Boys), welches auf verschiedenen Greatest-Hits-Alben von Waylon Jennings erschienen ist. Dessen Hand ist mit seiner Steelguitar im Vorspann der Serie zu sehen. Ebenso agierte er für die US-Fassung der Serie als Erzähler.
Die Hauptdarsteller Tom Wopat, John Schneider, Denver Pyle, Sorrell Booke und James Best führten in einigen Episoden der Serie Regie.

## Spin-offs
1980 erschien die Spin-off-Serie Enos, die davon erzählte, wie Hazzard Countys Deputy Enos Strate eine Zeit beim Los Angeles Police Department verbringt. Bereits 1981 wurde die Serie nach 22 Episoden wieder eingestellt, und Enos kehrte zurück nach Hazzard, bzw. Sonny Shroyer spielte seinen wohl bekanntesten Charakter wieder in der „Dukes“-Serie.
In der Zeichentrickserie, die 1983 entstand, waren in den ersten 13 Episoden die „Alternativcharakter“ Coy und Vance Duke zu sehen, um die Zuschauer von den beiden zu überzeugen. Als sich abzeichnete, dass sich die beiden keiner großen Beliebtheit erfreuten, wurden die letzten sieben Folgen mit Bo und Luke „besetzt“. Die Serie handelte von einer Weltreise der Dukes, spielte also überwiegend nicht in Hazzard, und fiel trotz der Originalstimmen bei den Zuschauern durch.

## TV-Filme („Reunions“)
Der erste Film, Reunion! (Deutscher Titel: Familientreffen der Chaoten), wurde 1997 ausgestrahlt. Er handelte von einer Wiedervereinigung der Familie Duke zwecks Rettung von Onkel Jesses Farm, die einem Freizeitpark weichen soll. Die Besetzung blieb der Serie treu, bis auf Boss Hogg. Dessen Darsteller Sorrell Booke war 1994 an Krebs gestorben. Die Drehbuchautoren beförderten daher Sheriff Rosco P. Coltrane zum „Boss“. Weiterhin stand Waylon Jennings nicht mehr als Erzähler zur Verfügung und wurde durch Don Williams ersetzt.
Der zweite Film (Originaltitel: Hazzard in Hollywood, deutscher Titel: Hillbillies in Hollywood) wurde im Jahr 2000 erstmals gesendet. Diesmal war Mac Davis der Erzähler. Da Denver Pyle, der Onkel Jesse spielte, 1997 ebenfalls an Krebs verstorben war (kurz vor seinem Tod wurde ihm noch ein Stern auf dem Hollywood Walk of Fame gewidmet), kam diese Figur nicht länger vor. Der Film handelte von der Reise der übrigen Dukes nach Hollywood, um Geld für den Bau eines Krankenhauses in Hazzard aufzutreiben.

## Videospiele
Der 1999 erschienene Titel Racing for home für die PlayStation war ein technisch unausgereiftes Spiel, welches allerdings einen neuen Handlungsstrang aus Onkel Jesses Jugend als Schmuggler eröffnete. Ihm folgten Daisy Dukes it out (2000, ebenfalls PlayStation), Dukes of Hazzard (2001, Game Boy Color und IBM-PC) und Return of the General Lee (2004, PlayStation 2 und Xbox).

## Weitere Filme
- 2005: Ein Duke kommt selten allein
- 2007: Ein Duke kommt selten allein – Wie alles begann

## Der General Lee

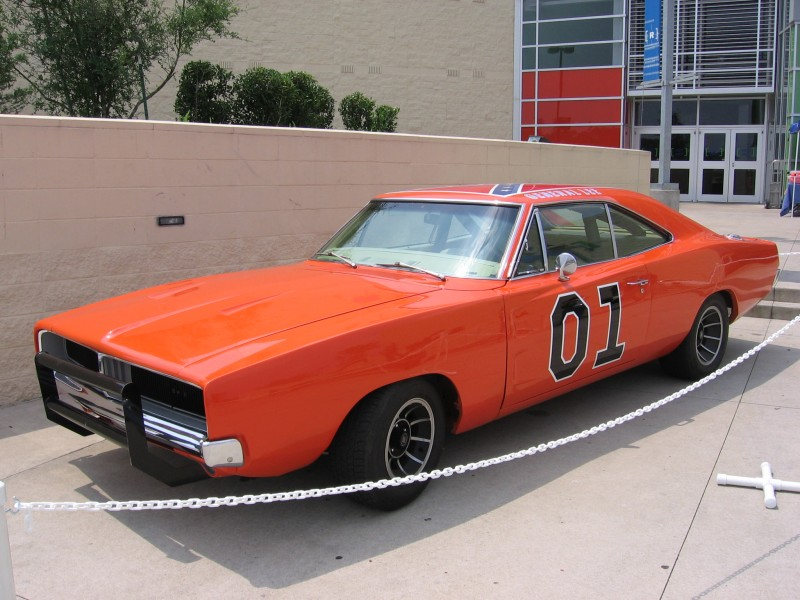
Der 69er Dodge Charger „General Lee“

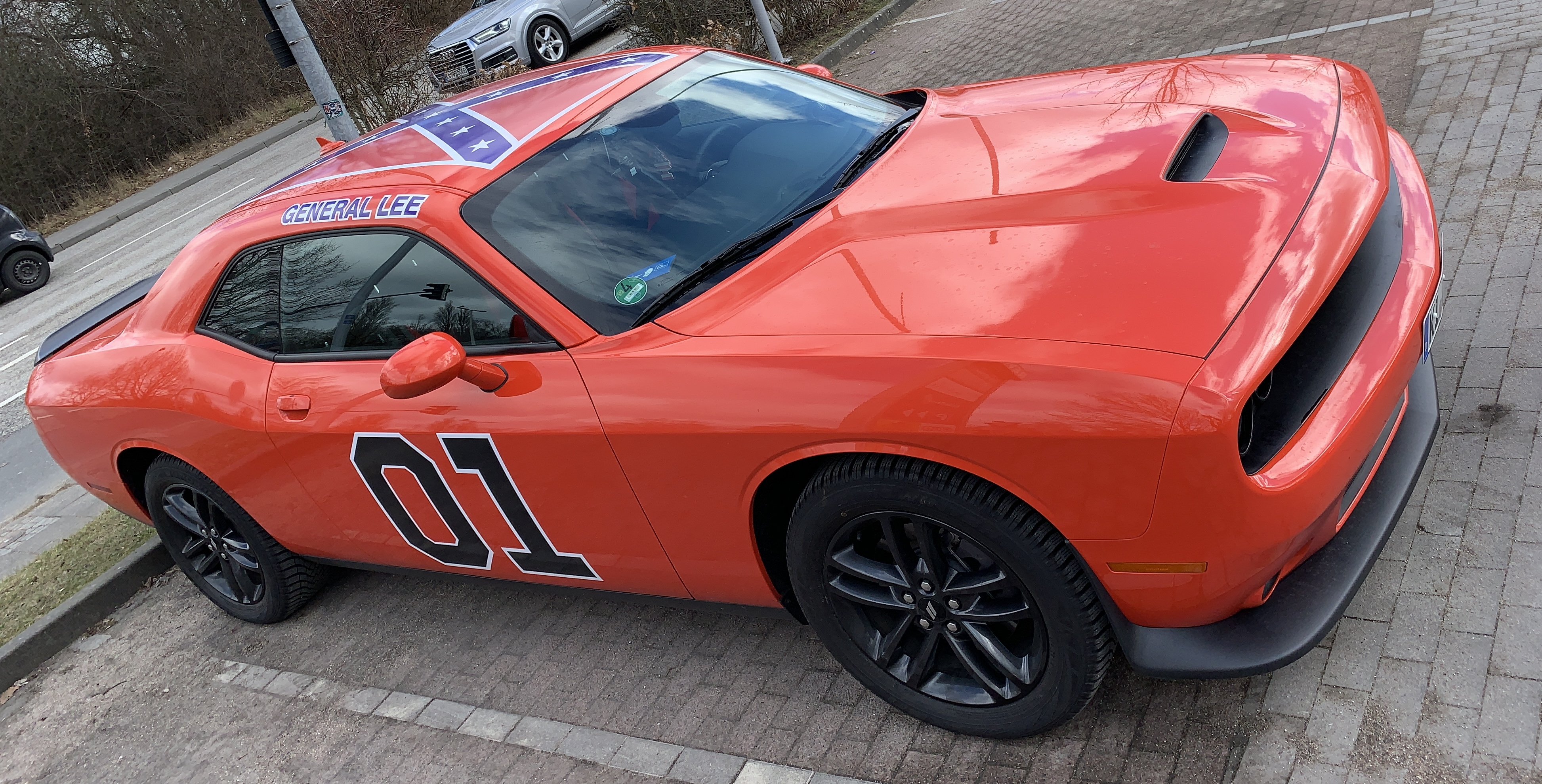
Dodge Challenger im "General Lee"-Design

Beim Auto handelt es sich um einen Dodge Charger, Baujahr 1969. Über den Motor gibt es unterschiedliche Quellen, nicht zuletzt, weil für die Serie viele Charger „verbraucht“ wurden (die Angaben schwanken zwischen 150 und 309 Fahrzeugen, weitere 28 für den Kinofilm). In den wenigen Folgen, in denen man Einblick in den Motorraum erhält, lässt sich erkennen, dass es sich um einen Hemi-Motor handelt, ein 8-Zylinder-V-Motor, wie es bei den Charger dieses Baujahrs nicht unüblich ist. Dieser erzeugt aus 426 Kubikzoll Hubraum (knapp 7 Liter) 425 SAE-PS und 490 Pfund/Fuß (entspricht 662 Newtonmeter) Drehmoment. Wie in vielen US-Autos ist auch im General Lee ein automatisches Getriebe eingebaut, in diesem Fall ein Torqueflite A-727. Äußerlich ist der General Lee an der Lackierung in „Hemi-Orange“ sowie der großen „01“ auf den Türen und der Flagge der Südstaaten auf dem Dach (bzw. die später als „Südstaatenflagge“ bezeichnete Gösch der konföderierten Kriegsmarine), die von „General-Lee“-Schriftzügen flankiert wird, eine Hommage an den konföderierten General Robert Edward Lee.
Vorne trägt das Fahrzeug einen Frontschutzbügel („push bar“), ähnlich denen von US-Polizeifahrzeugen, außerdem hat der „General“ Rennfelgen aus Aluminium und eine 5-Ton-Fanfare, die die ersten Noten der Konföderierten-Hymne bläst. Ein Überrollkäfig und verschweißte Türen sorgten für Steifigkeit und erschwerten Onkel Jesse das Einsteigen auf die Rücksitzbank. Der letzte wesentliche Unterschied zum Serienzustand eines Dodge Charger ist das Funkgerät im Cockpit nebst dazugehöriger Antenne auf der Heckpartie des General Lee.
Für die zahlreichen Sprünge wurden die Fahrzeuge nur oberflächlich in General Lees verwandelt und mit Ausgleichsgewichten im Kofferraum versehen, da sonst das Gewicht des Motors den Wagen auf der Nase hätte landen lassen. Für weitere Stunts wurde bei einigen Charger die Bremskraft ausschließlich auf die Hinterachse verlagert, um das Driften um die Kurven zu erleichtern. Nur für Nahaufnahmen gab es Fahrzeuge mit einwandfreier Lackierung und allen Details.
In einer Wahl der beliebtesten TV-Fahrzeuge in den USA erreichte der General Lee Platz 2. Nur das Batmobil aus der 60er-Jahre-Serie Batman war beliebter, auf Platz 3 landete K.I.T.T. aus Knight Rider.
General Lees Sprünge erfreuen sich bis heute so großer Beliebtheit, dass man in zahlreichen Kino- und TV-Produktionen Anspielungen darauf findet: Ein Muscle-Car absolviert einen Sprung, oft unter dem von den Dukes exzessiv zelebrierten „Yeee-haaaw“-Schrei (als Beispiel wäre hier der finale Sprung mit einem Chevrolet Camaro in 2 Fast 2 Furious zu nennen).
Johnny Cash sang für die Originalserie The Dukes of Hazzard das Lied The General Lee, das nur auf der Original-Soundtrack-LP veröffentlicht wurde.

## Die anderen Fahrzeuge

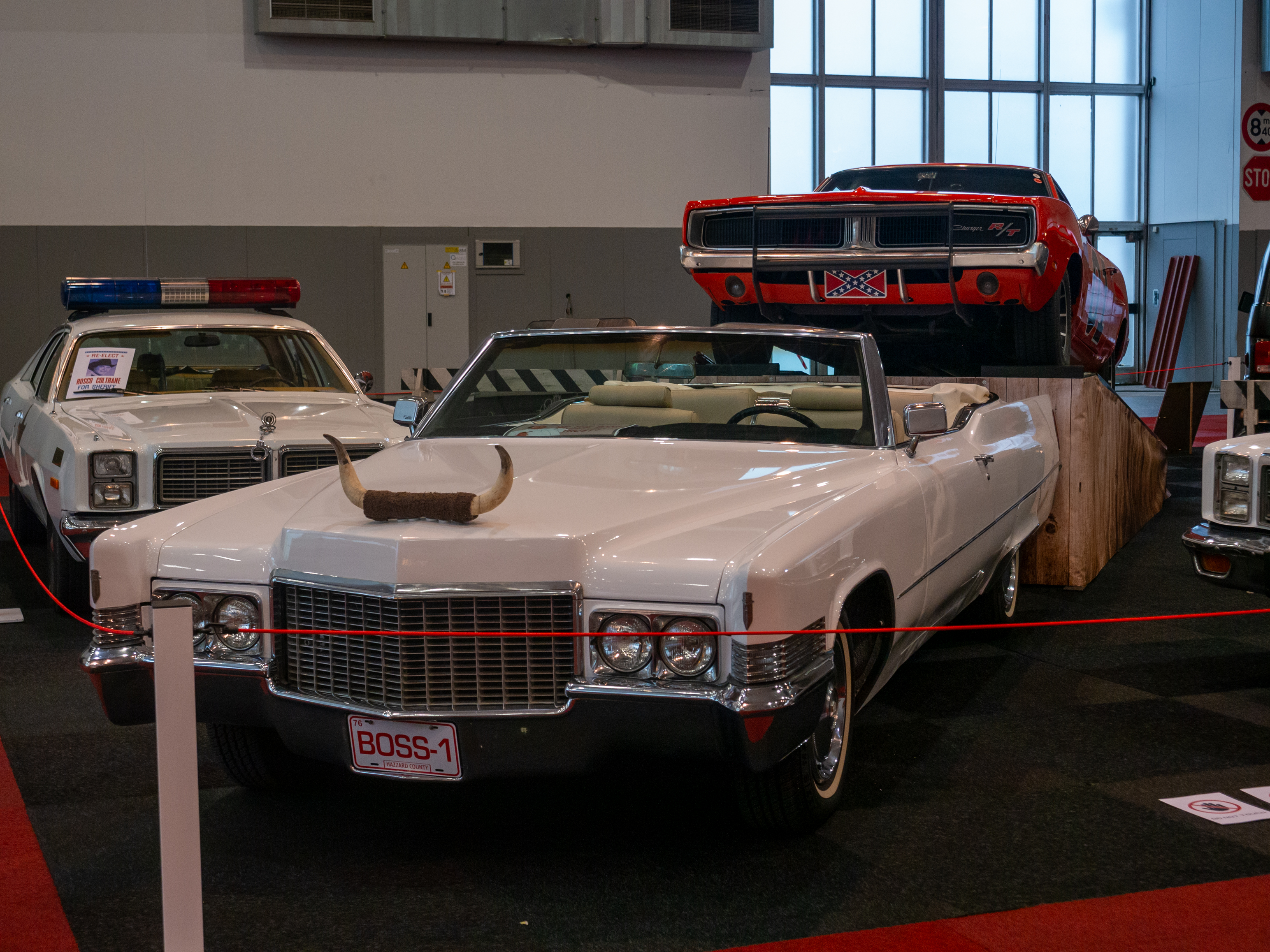
Cadillac DeVille von Boss Hogg

Der General Lee war natürlich nicht der einzige motorisierte Darsteller. Im Laufe der Serie wurden verschiedene weitere Fahrzeuge eingeführt und teilweise auch ausgemustert.
Die häufigsten Wechsel erfuhren dabei die Streifenwagen des Hazzard Sheriff-Department. Rosco und Enos fuhren im Laufe der Serie verschiedene Modelle von Ford Crown Victoria, Dodge Monaco, Plymouth Fury, Plymouth Satellite und AMC Matador. Da in fast jeder Folge mindestens ein Streifenwagen Totalschaden erlitt, war der ständige Wechsel des Fahrzeugmodells auch kein Kontinuitätsfehler in der Produktion.
Ähnlich häufig wurde auch der Abschleppwagen des örtlichen Mechanikers Cooter Davenport ausgetauscht, wobei es in dem Fall keine Erklärung in Form einer Episodenhandlung gibt.
Das wohl teuerste Fahrzeug in der Serie war definitiv der Cadillac DeVille Convertible, dessen Besitzer der County-Commissioner J. D. Hogg war; natürlich wie sein Anzug in einem strahlenden Weiß gehalten und eines der wenigen Fahrzeuge, bei denen es zu keinen größeren Blechschäden gekommen ist. Auffälligstes Merkmal ist ein doppeltes Rinderhorn, welches auf der Motorhaube anstelle des Cadillac-Logos montiert wurde.
Daisy hat im Laufe der Serie zwei Fahrzeuge besessen, zum einen einen gelben Plymouth Road Runner mit schwarzen Zierstreifen, welchen die Duke-Boys allerdings in der Folge „Die Ausreißerin“ über eine Klippe gefahren haben. In dieser Folge bekam sie auch das Nachfolgeauto, welches sie bis zum Ende der Serie behielt, einen weißen Jeep CJ-7 „Golden Eagle“. Dieser blieb weitgehend im Originalzustand. Lediglich die Türen wurden entfernt, und der Golden Eagle-Schriftzug wurde durch den mit Blumen verzierten Dixie-Schriftzug ersetzt. Der Jeep hat die Serie auch ohne größere Blessuren überstanden.
Ansonsten gab es noch verschiedene andere Wagen, die nur in einer Folge verwendet wurden: ein schwarzer Chevy Nova, mit dem Onkel Jesse in Schwarzbrennertagen den Whiskey transportiert hatte, der eine oder andere Ford Mustang und natürlich sehr viele Muscle Cars aller möglichen Hersteller, welche gegen den General Lee in den immer mal wieder stattfindenden offiziellen Rennen angetreten sind. Besonders erwähnenswert ist noch die „Green Mean Machine“, ein gepanzerter Wagen mit Flammenwerfern, Öldüsen und spikebewehrten Felgen, den Boss Hogg in der 5. Staffel bauen ließ, um Überfälle zu begehen. Der Wagen wurde in zwei Folgen verwendet und jedes Mal von Coy und Vance Duke zerstört. Aber beide Male verschwand er am Ende der Folge spurlos.